# Synagoga w Szpitalu Żydowskim we Wrocławiu (ul. św. Antoniego 6/8)
Synagoga w Szpitalu Żydowskim we Wrocławiu – nieistniejąca synagoga, która znajdowała się we Wrocławiu w budynku Szpitala Żydowskiego, przy ulicy św. Antoniego 6/8.
Synagoga została założona w 1844 roku. Była przeznaczona głównie dla personelu oraz pacjentów szpitala, ale prawdopodobnie korzystali z niej również okoliczni mieszkańcy. W 1903 roku szpital wraz z synagogą zostały przeniesione do nowej siedziby przy ulicy Sudeckiej 96.